# Benjamin Kibebe
Benjamin Beniam Kibebe (Addis Abeba, 13 agosto 1981) è un ex calciatore etiope naturalizzato svedese, di ruolo difensore.

## Carriera

### Club
È nato in Etiopia ma da bambino è emigrato in Svezia, paese in cui è cresciuto anche calcisticamente e dove ha anche esordito nella massima serie con l'AIK. Nel 2005 si sposta in Norvegia dove veste le maglie di Tromsø e Aalesund, quindi gioca nel campionato danese per un periodo intervallato dalla parentesi svizzera al Lucerna nel biennio 2010-2012.

### Nazionale
Nel 2001 ha rappresentato in un'occasione la Svezia.